# Скрыпник, Дарья Сергеевна
Да́рья Серге́евна Скры́пник (род. 4 октября 2000 года) — российская гимнастка. Мастер спорта международного класса. На 30 января 2017 года является членом основного состава сборной команды Российской Федерации по спортивной гимнастике.

## Биография
В 2016 году на чемпионате России завоевала золотую медаль на брусьях. В командном многоборье была 5-й, в личном многоборье была 4-й, на бревне 7-й, в вольных упражнениях тоже 7-й.
Во время съёмок фильма «Чемпионы: Быстрее. Выше. Сильнее» при исполнении более сложных гимнастических элементов выступала дублёром актрисы Кристины Асмус, игравшей роль гимнастки Светланы Хоркиной.